# Hartsalz
Hartsalz ist eine bergmännische Bezeichnung für Salzgesteine, die im Allgemeinen härter als Steinsalz (Halit) sind. Hartsalze bestehen etwa zu 65 % aus Steinsalz sowie etwa 15 % aus dem Kalisalz Sylvin und wechselnden Anteilen der Sulfate Kieserit (kieseritisches Hartsalz) beziehungsweise Anhydrit (anhydritisches Hartsalz).